# Bursitis
La bursitis  és la inflamació de la bossa sinovial, estructura que se situa entre ossos, tendons i músculs, amb una funció facilitadora del moviment d'aquestes estructures entre si.

## Bursitis per localització[2]
- Canell, avantbraç, i espatlla (b. subacromial)
- Colze (b. olecraniana)
- Genoll
- Maluc (b. trocanteriana)
- Turmells
- Espatlla

## Tipus
- Bursitis traumàtiques
- Bursitis reumatoide
- Bursitis gotosa

## Tractament

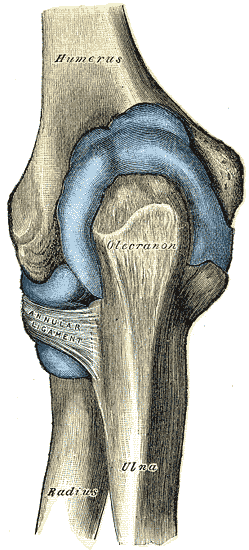
Bursa olecraneana

Aquesta afecció, poques vegades requereix cirurgia. A mesura que el dolor es calma, s'ha de començar a exercitar l'àrea afectada. Si s'ha presentat atròfia muscular (debilitat o disminució en grandària), el metge pot recomanar exercicis per restablir la fortalesa i incrementar la mobilitat. Es solen aplicar els següents tractaments: 
- Descans o immobilització temporal de l'articulació afectada.[3]
- Antiinflamatori no esteroidal (AINES), com l'ibuprofèn, per calmar el dolor i la inflamació.[3]
- Tècniques de Fisioteràpia.
- Artrocentesi:[4] Consisteix en el drenatge del líquid articular excedent a través d'una punció amb una agulla i en condicions adequades d'asèpsia, aquest procediment ha de seguir amb els estudis de les causes de la patologia causant.[3]
- Infiltració intraarticular:[5] Si la inflamació no respon al tractament inicial, podria estar indicat aplicar una infiltració intraarticular (el procediment consistent a injectar dins de l'articulació un fàrmac) amb glucocorticoides, aquest procediment té riscos implícits importants, com desencadenar o causar una infecció greu de l'articulació.[6]
- Antibiòtics: La bursitis ocasionada per infecció es tracta amb antibiòtics. Algunes vegades, s'ha de fer un drenatge quirúrgic de la borsa infectada.[7]